# Берген (Верхня Баварія)
Берген (нім. Bergen) — громада в Німеччині, розташована в землі Баварія. Підпорядковується адміністративному округу Верхня Баварія. Входить до складу району Траунштайн. Центр об'єднання громад Берген.
Площа — 36,91 км2. Населення становить 4889 ос. (станом на 31 грудня 2020).